# Maitland-Gletscher
Der Maitland-Gletscher ist ein Gletscher an der Bowman-Küste des Grahamlands auf der Antarktischen Halbinsel. Er fließt entlang der Westflanke der Hitchcock Heights zum Mobiloil Inlet.
Der Gletscher ist undeutlich auf Luftaufnahmen zu erkennen, die der australische Polarforscher Hubert Wilkins bei seinem Flug am 20. Dezember 1928 anfertigte. Wesentlich eindeutiger ist er auf ebensolchen zu sehen, die vom US-amerikanischen Polarforscher Lincoln Ellsworth aus dem Jahr 1935 und von der United States Antarctic Service Expedition (1939–1941) aus dem Jahr 1940 stammen. Das Advisory Committee on Antarctic Names benannte den Gletscher 1952 nach Osborn Maitland Miller (1897–1979) von der American Geographical Society, der an der Erstellung der ersten Landkarte dieses Gebiets anhand dieser Luftaufnahmen beteiligt war.